# Michael Robertson (Unternehmer)

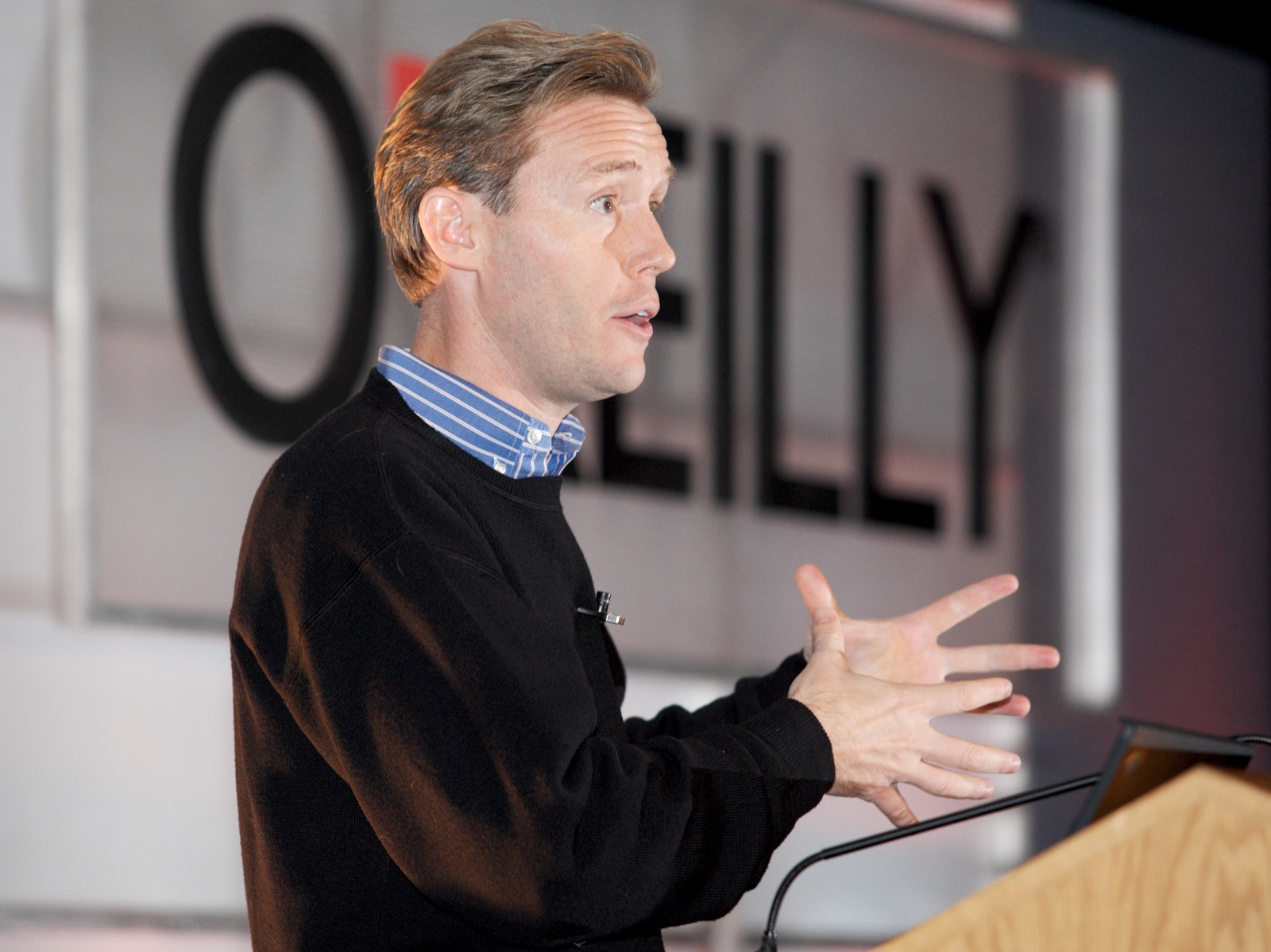
Michael Robertson, 2006

Michael Robertson (* 1967) ist ein US-amerikanischer Unternehmer. Robertson ist Gründer und Leiter des Unternehmens Linspire, Inc. (vormals Lindows, Inc.), die die Linux-Distribution Linspire (vormals Lindows) herstellt und vertreibt. Robertson wurde in der Vergangenheit mit massiven juristischen Auseinandersetzungen konfrontiert, da Microsoft eine Urheberrechtsverletzung im Namen ihres Produktes Windows sieht.
Schließlich wurde die Klage von Microsoft abgewiesen und Linspire durfte den Namen behalten. Danach haben sich beide außergerichtlich geeignet. Microsoft war bereit, 20 Mio. US-$ an Lindows zu zahlen, damit Lindows umbenannt wird. Seitdem heißt Lindows Linspire.
Darüber hinaus ist Michael Robertson Gründer von ajax13, einer Softwarefirma, die mit Webanwendungen auf Basis von Ajax versucht, herkömmliche Anwendungen zu ersetzen.
Bisherige Programme sind AjaxWrite (Textverarbeitung), AjaxSketch (Vektorzeichnung), eyespot (Videobearbeitung), AjaxXLS (Tabellenkalkulation), AjaxTunes (Mediaplayer).